# Richardis af Sachsen-Lauenburg
Richardis af Sachsen-Lauenburg (også Richardis af Schwerin, Richardis af Lauenburg eller Rixa, fødselsår ukendt - død før 1386), var grevinde af Slesvig (og som yderst teoretisk kan have været dansk dronning) gift med Valdemar III af Danmark (også Valdemar V, hertug af Slesvig). Hun var datter af Gunzelin VI, greve af Schwerin-Wittenburg og Richardis af Tecklenburg. Hun var den tante til Richardis af Schwerin, dronning af Sverige.
Året for hendes ægteskab er ukendt; hendes ægtefælle Valdemar var foruden at være hertug af Slesvig (1325-1326) & (1330-1365) også konge af Danmark i 1326-1329, og følgelig, hvis hun giftede sig med ham før 1329, ville hun have været dronning af Danmark - de ville dog i givet fald begge have været meget unge. Ingen biografiske leksika omtaler hende da heller som andet end hertuginde. De havde to sønner, Valdemar (1338-1360) og Henrik (1342-1375). Sidstnævnte, Henrik, efterfulgte Valdemar i Slesvig efter hans død. Richardis er primært kendt for en hændelse i 1358, under krigen mellem hendes ægtefælle og kong Valdemar Atterdag i Danmark. Valdemar Atterdag belejrede Sønderborg Slot på Als, som var på det tidspunkt var bopæl for Richardis. Hun forsvarede borgen med succes i lang tid, men da det ikke længere var muligt, åbnede hun portene og gik ud til kongen med sine døtre og alle kvinderne i slottet "i et forsøg på at tigge den sejrende herre om nåde". Det lykkedes, og Valdemar Atterdag accepterede at lade hende beholde kontrol over slottet på betingelse af, at hun holdt sig ude af krigen. I 1364 sluttede hendes søn fred med Valdemar Atterdag. I 1373 gjorde Richardis Valdemar Atterdag til beskytter af hendes enkelen, herunder Als. Dette er sidste gang hun nævnes; i 1386 gav hendes nevø Otto VI, greve af Tecklenburg, tilladelse til hendes nevø Erik af Sachsen til at kræve Ottos arv efter Richardis i hans navn.